# Arzon
Pour les articles homonymes, voir Arzon (homonymie).
Arzon [aʁzɔ̃] est une commune du département du Morbihan, dans la région Bretagne, en France.

## Géographie
Située à l'extrémité de la presqu'île de Rhuys, elle est bordée au nord par le golfe du Morbihan, au sud par la baie de Quiberon, partie occidentale de Mor braz, et à l'est par la commune de Saint-Gildas-de-Rhuys.
Arzon fait partie du Parc naturel régional du golfe du Morbihan.
Arzon est la commune de Bretagne ayant le plus fort taux de résidences secondaires (79,7 %) en 2018 selon l'INSEE.

### Hydrographie
Pour un article plus général, voir Réseau hydrographique du Morbihan.
La commune est située dans le bassin Loire-Bretagne. Elle n'est drainée par aucun cours d'eau,.

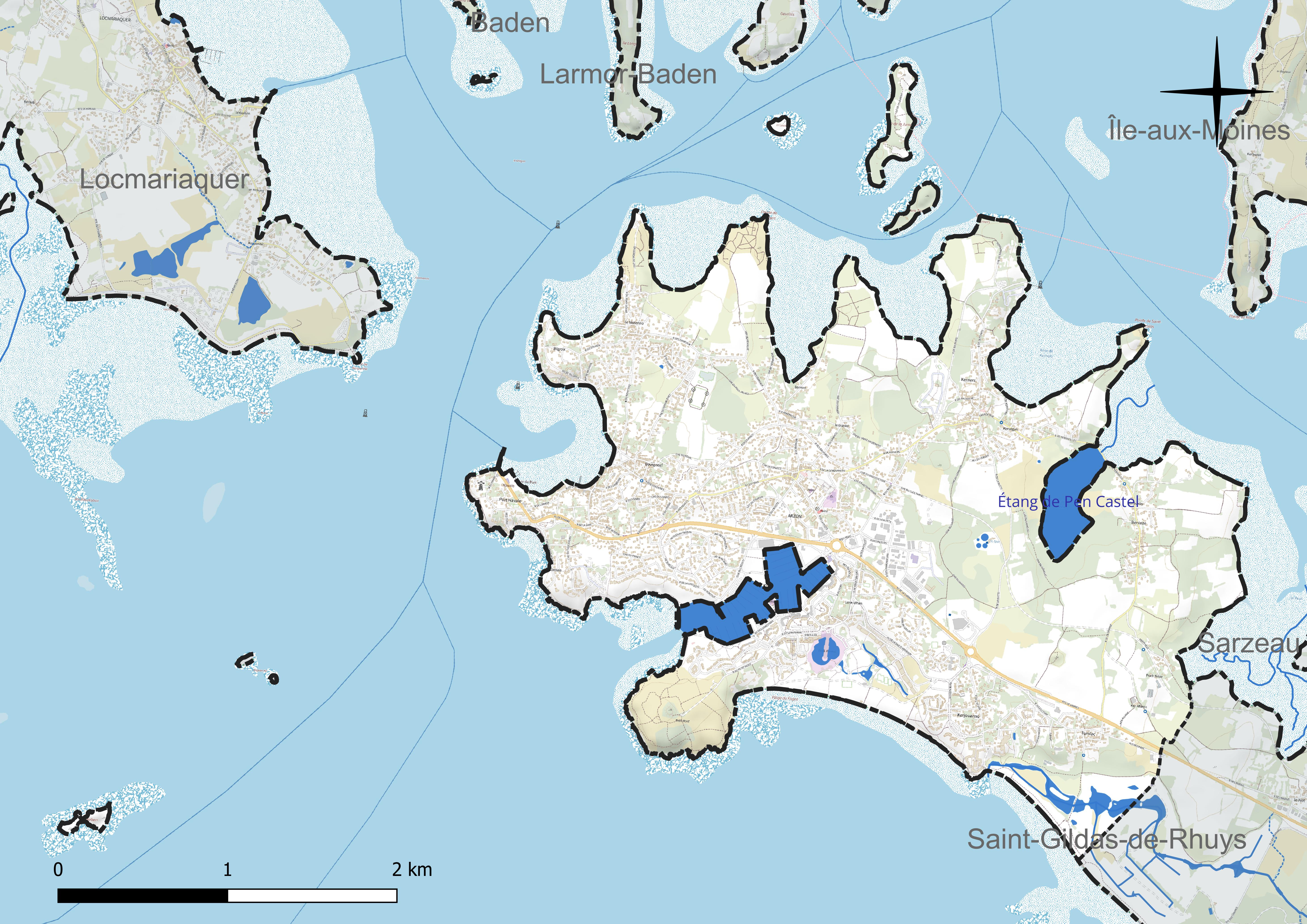
Réseau hydrographique d'Arzon.

Un plan d'eau complète le réseau hydrographique : l'étang de Pen Castel, d'une superficie totale de 13,9 ha (0,02 ha sur la commune),.

### Climat
Pour des articles plus généraux, voir Climat de la Bretagne et Climat du Morbihan.
En 2010, le climat de la commune est de type climat méditerranéen altéré, selon une étude du CNRS s'appuyant sur une série de données couvrant la période 1971-2000. En 2020, Météo-France publie une typologie des climats de la France métropolitaine dans laquelle la commune est exposée à un climat océanique et est dans la région climatique Bretagne orientale et méridionale, Pays nantais, Vendée, caractérisée par une faible pluviométrie en été et une bonne insolation. Parallèlement l'observatoire de l'environnement en Bretagne publie en 2020 un zonage climatique de la région Bretagne, s'appuyant sur des données de Météo-France de 2009. La commune est, selon ce zonage, dans la zone « Littoral doux », exposée à un climat venté avec des étés cléments.
Pour la période 1971-2000, la température annuelle moyenne est de 12,1 °C, avec une amplitude thermique annuelle de 11,6 °C. Le cumul annuel moyen de précipitations est de 784 mm, avec 12,9 jours de précipitations en janvier et 5,9 jours en juillet. Pour la période 1991-2020, la température moyenne annuelle observée sur la station météorologique la plus proche, située sur la commune de Larmor-Baden à 4 km à vol d'oiseau, est de 12,8 °C et le cumul annuel moyen de précipitations est de 872,2 mm,. Pour l'avenir, les paramètres climatiques de la commune estimés pour 2050 selon différents scénarios d'émission de gaz à effet de serre sont consultables sur un site dédié publié par Météo-France en novembre 2022.

## Urbanisme

### Typologie
Au 1er janvier 2024, Arzon est catégorisée bourg rural, selon la nouvelle grille communale de densité à sept niveaux définie par l'Insee en 2022.
Elle appartient à l'unité urbaine d'Arzon, une unité urbaine monocommunale constituant une ville isolée,. La commune est en outre hors attraction des villes,.
La commune, bordée par l'océan Atlantique, est également une commune littorale au sens de la loi du 3 janvier 1986, dite loi littoral. Des dispositions spécifiques d’urbanisme s’y appliquent dès lors afin de préserver les espaces naturels, les sites, les paysages et l’équilibre écologique du littoral, tel le principe d'inconstructibilité, en dehors des espaces urbanisés, sur la bande littorale des 100 mètres, ou plus si le plan local d’urbanisme le prévoit.

### Occupation des sols
L'occupation des sols de la commune, telle qu'elle ressort de la base de données européenne d’occupation biophysique des sols Corine Land Cover (CLC), est marquée par l'importance des territoires artificialisés (48,7 % en 2018), une proportion sensiblement équivalente à celle de 1990 (49,5 %). La répartition détaillée en 2018 est la suivante : zones urbanisées (41,6 %), zones agricoles hétérogènes (38,7 %), zones industrielles ou commerciales et réseaux de communication (4,7 %), eaux maritimes (4,3 %), terres arables (4,1 %), milieux à végétation arbustive et/ou herbacée (2,8 %), espaces verts artificialisés, non agricoles (2,5 %), zones humides côtières (1,2 %), prairies (0,2 %). L'évolution de l’occupation des sols de la commune et de ses infrastructures peut être observée sur les différentes représentations cartographiques du territoire : la carte de Cassini (XVIIIe siècle), la carte d'état-major (1820-1866) et les cartes ou photos aériennes de l'IGN pour la période actuelle (1950 à aujourd'hui).

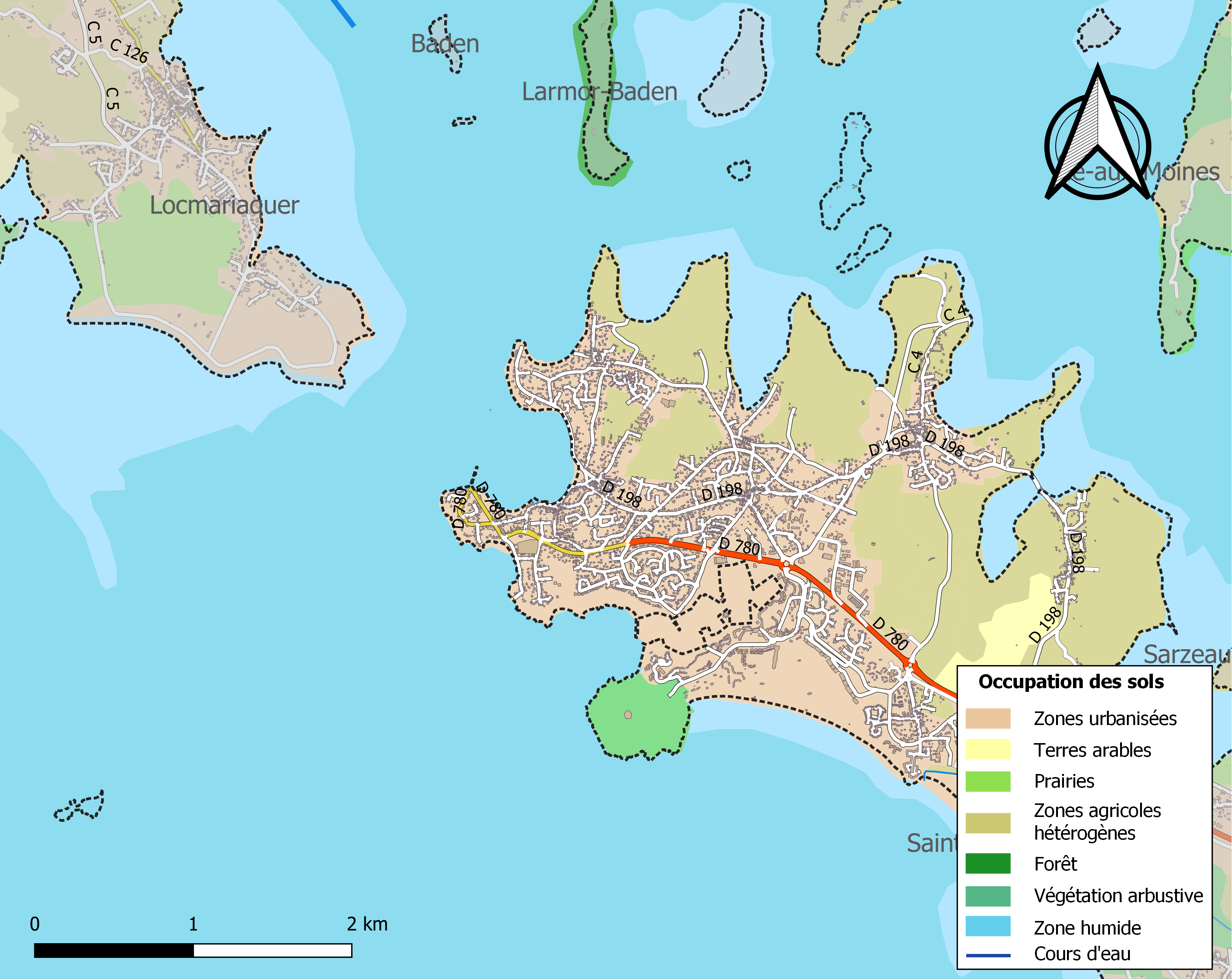
Carte des infrastructures et de l'occupation des sols de la commune en 2018 (CLC).

### Habitat
En 2019 on recensait 6 396 logements à Arzon. 1 299 logements étaient des résidences principales (20,3 %), 4 936 logements des résidences secondaires (77,2 %) et 161 des logements vacants (2,5 %). Sur ces 6 396 logements 3 523 logements étaient des maisons (55,1 %) contre 2 810 logements des appartements (43,9 %). Le tableau ci-dessous présente la répartition en catégories et types de logements à Arzon en 2019 en comparaison avec celles du Morbihan et de la France entière.
|                                                         | Arzon | Morbihan | France entière |
| ------------------------------------------------------- | ----- | -------- | -------------- |
| Résidences principales (en %)                           | 20,3  | 74,9     | 82,1           |
| Résidences secondaires et logements occasionnels (en %) | 77,2  | 17,9     | 9,8            |
| Logements vacants (en %)                                | 2,5   | 16,2     | 8,1            |

## Toponymie
Le nom de la localité est attesté sous la Ardon in Rowis en 836, Arzon en 1387, Darzon en 1516 et Arzou en 1630.
L'étymologie du toponyme Arzon est discutée (grammatici certant). Il pourrait provenir d'une déformation de l'appellation latine A redonensense, dépendance de Redon. Mais en langue celtique[Laquelle ?] arz signifie barrière ou extrémité, la situation de la commune à l'extrémité de la presqu'île rendant crédible l'hypothèse de cette étymologie celtique. Pour le linguiste Hervé Abalain, le toponyme vient du gaulois are, « devant, près de », et dunum, « colline, forteresse ou enceinte fortifiée » ; selon l'historien Erwan Vallerie, il pourrait s'agir d'un hagionyme comme pour Arradon (« la colline d'Ara »). Cette hypothèse est reprise par N-Y Tonnerre qui voit dans la forme de 836 un toponyme gaulois formé par le suffixe -dunum et ayant subi une évolution romane.
La forme bretonne de la commune est Arzon-Rewizh, dérivé de Ardon in Rowis signifiant Arzon en Rhuys selon le cartulaire de Redon qui mentionne le nom de la paroisse en 836. Le nom de la localité en breton est néanmoins attesté sous la forme En Arhon.

## Histoire

### Protohistoire et Antiquité
L'existence de populations dans la région est attestée dès le Néolithique, comme le suggèrent le tumulus de Tumiac, le dolmen du Graniol, le double cromlech d'Er Lannic et le cairn du Petit-Mont qui se trouvent sur le territoire de la commune d'Arzon.

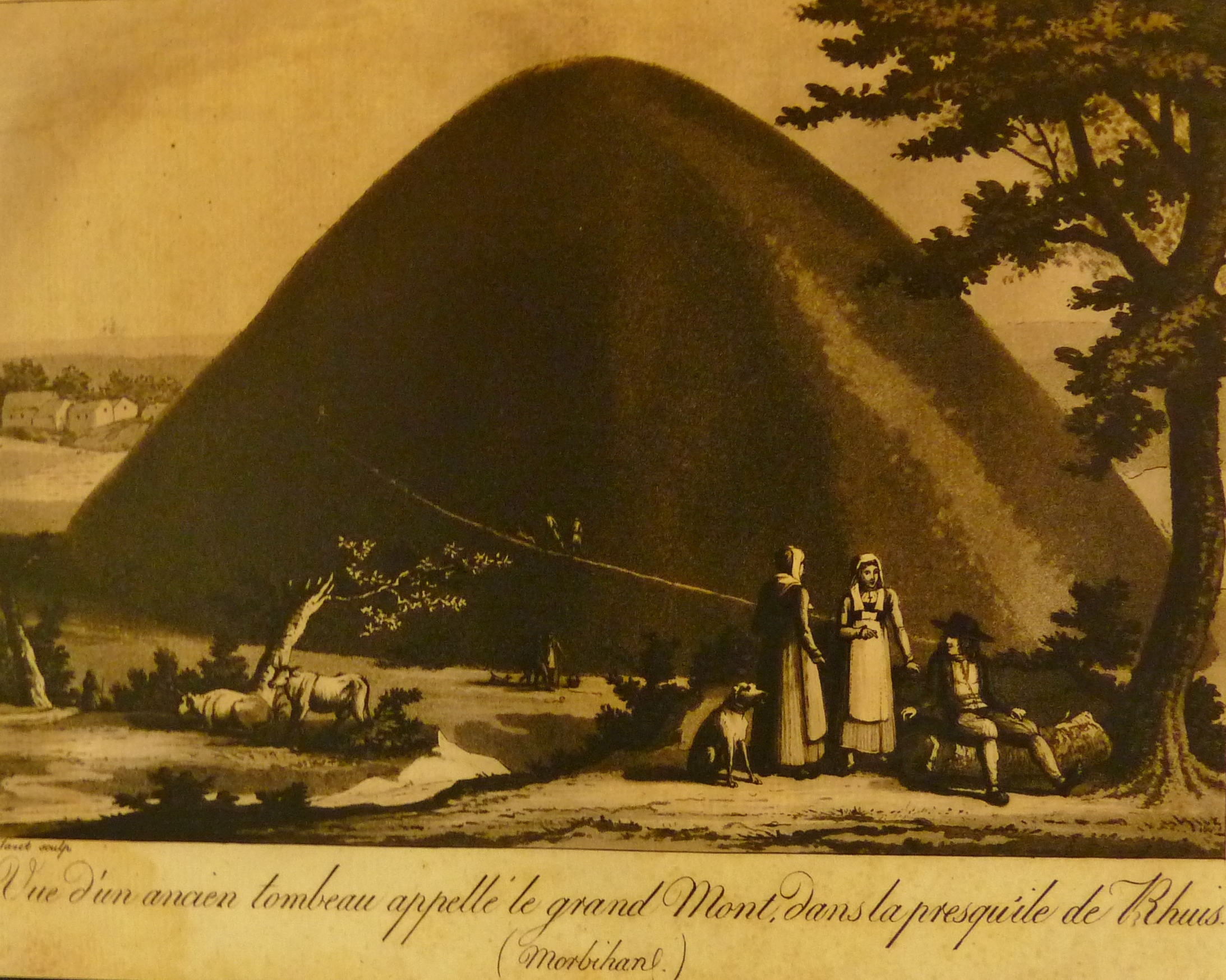
Le tumulus de Tumiac (dessin de 1814)
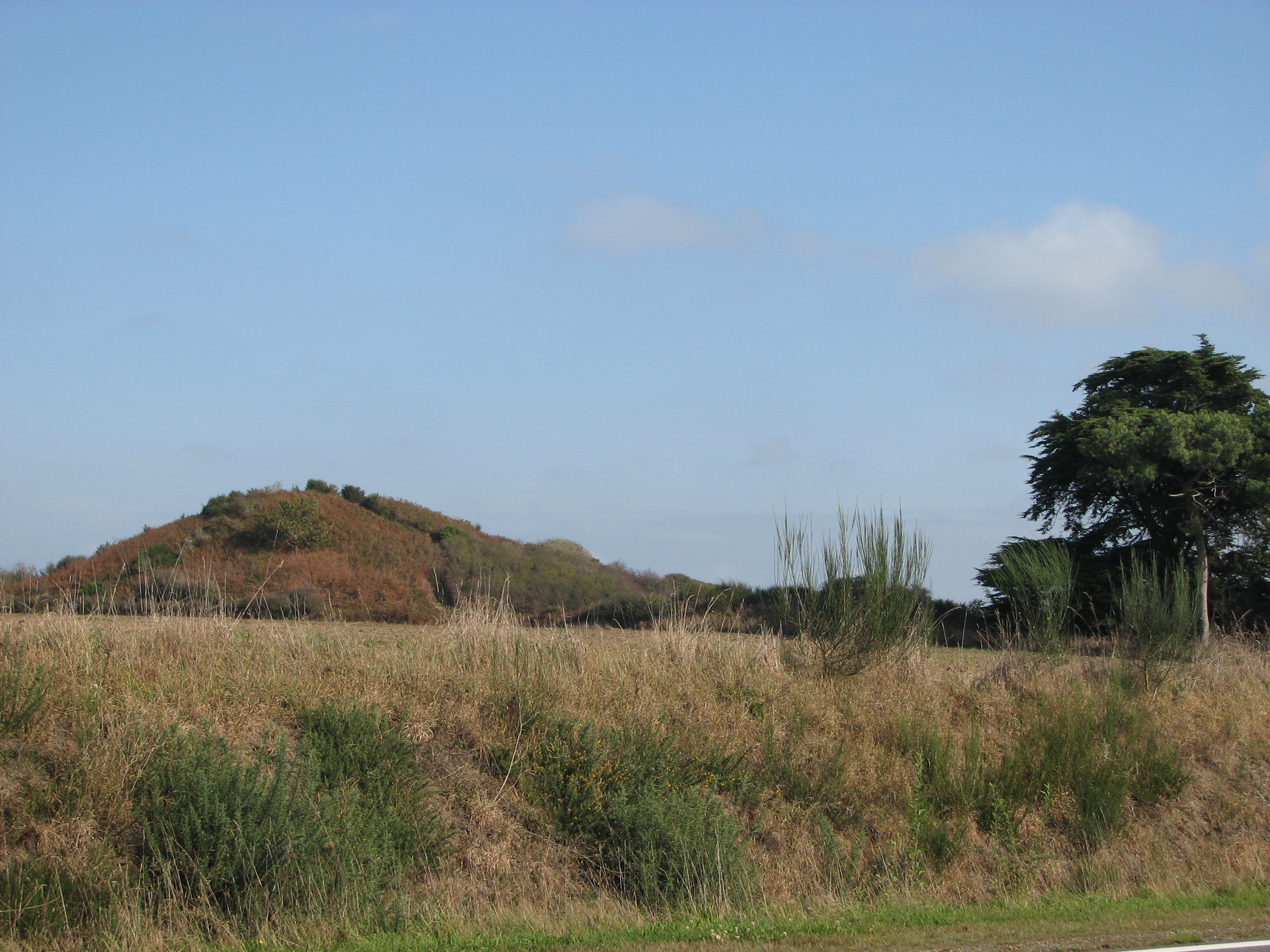
Le tumulus en 2011
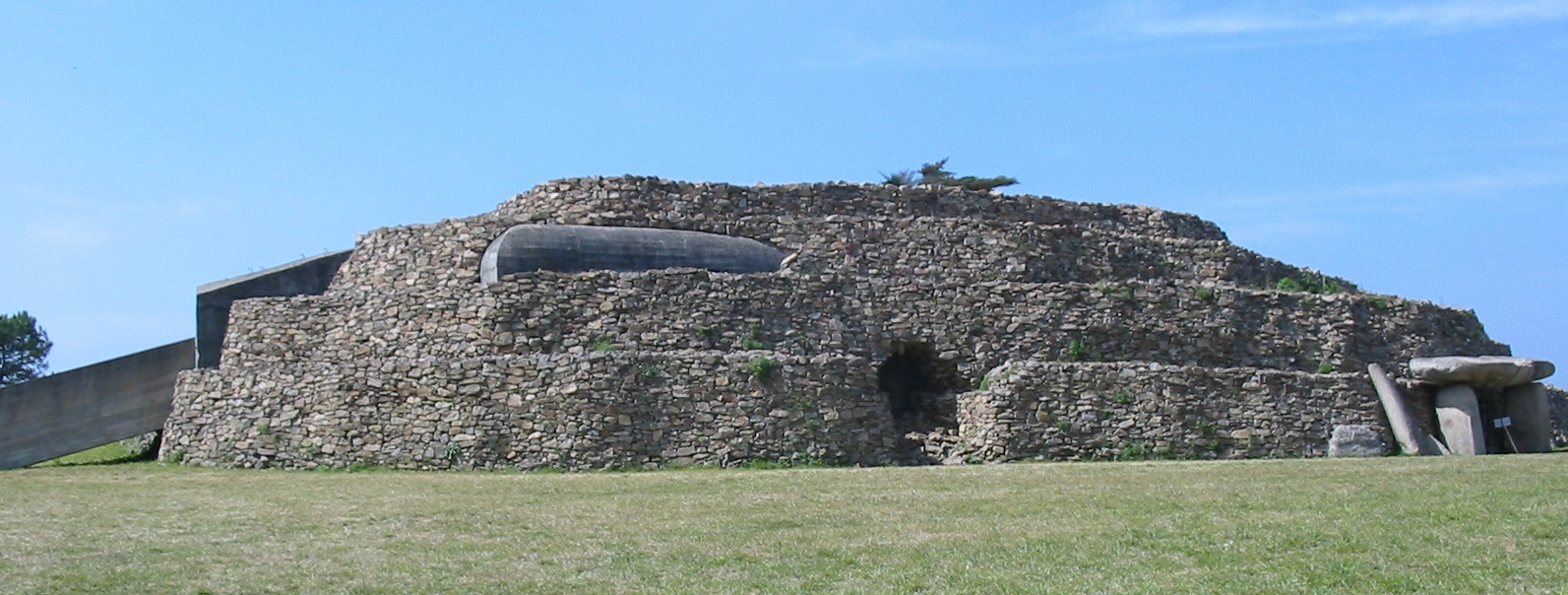
Le cairn du Petit Mont

Une hache à talon-marteau en fer, datée vers 500 après J.-C. a été trouvée dans l'enceinte rectangulaire de Bilgroix, dite aussi Dolmen de la pointe de Bilgroix à Arzon.

### Moyen Âge
En 836, Arzon apparaît dans le cartulaire de Redon, qui acte la donation par le roi franc Louis-le-Pieux, au Breton Conwoïon, abbé de Redon, de la paroisse d’Arzon. Le moulin à marée de Pen Castel, cité en 1186, est le deuxième plus ancien moulin à marée connu en Bretagne, après celui du Lupin, au fond du Havre de Rothéneuf en Saint-Coulomb. 

### LeXXesiècle
De 1910 à 1947, la commune est desservie (gares d'Arzon et de Port-Navalo) par le trafic ferroviaire de la ligne de Surzur à Port-Navalo des chemins de fer du Morbihan. La gare du terminus était située à proximité de Port-blanc. Il subsiste toujours un bâtiment. La plateforme de la voie, débarrassée des rails, est affectée à la circulation routière sur plusieurs portions du trajet. Sur la partie finale la ligne passait aux abords du tumulus de Tumiac, et de Bernon par Arzon pour se diriger vers son terminus à travers la lande. Le tracé original de la ligne parcourt encore une grande partie de la presqu'ile de Rhuys sous forme de piste cyclable qui relie Arzon - Saint-Gildas de Rhuys et Sarzeau.

### LeXXIesiècle
Le 30 octobre 2016, à la suite du démantèlement de la jungle de Calais, Arzon accepte d'accueillir 12 migrants mineurs originaire d'Afrique de l'Est.

## Population et société

### Démographie
Les habitants d'Arzon se nomment les Arzonnais et Arzonnaises.

L'évolution du nombre d'habitants est connue à travers les recensements de la population effectués dans la commune depuis 1793. Pour les communes de moins de 10 000 habitants, une enquête de recensement portant sur toute la population est réalisée tous les cinq ans, les populations de référence des années intermédiaires étant quant à elles estimées par interpolation ou extrapolation. Pour la commune, le premier recensement exhaustif entrant dans le cadre du nouveau dispositif a été réalisé en 2005.

En 2022, la commune comptait 2 272 habitants, en évolution de +8,97 % par rapport à 2016 (Morbihan : +3,82 %, France hors Mayotte : +2,11 %).
| 1793  | 1800  | 1806  | 1821  | 1831  | 1836  | 1841  | 1846  | 1851  |
| ----- | ----- | ----- | ----- | ----- | ----- | ----- | ----- | ----- |
| 1 647 | 1 768 | 1 990 | 2 011 | 2 210 | 2 283 | 2 369 | 2 302 | 2 377 |

| 1856  | 1861  | 1866  | 1872  | 1876  | 1881  | 1886  | 1891  | 1896  |
| ----- | ----- | ----- | ----- | ----- | ----- | ----- | ----- | ----- |
| 2 324 | 2 290 | 2 432 | 2 342 | 2 270 | 2 246 | 2 241 | 2 058 | 1 924 |

| 1901  | 1906  | 1911  | 1921  | 1926  | 1931  | 1936  | 1946  | 1954  |
| ----- | ----- | ----- | ----- | ----- | ----- | ----- | ----- | ----- |
| 1 857 | 1 752 | 1 633 | 1 436 | 1 509 | 1 550 | 1 451 | 1 600 | 1 369 |

| 1962  | 1968  | 1975  | 1982  | 1990  | 1999  | 2005  | 2006  | 2010  |
| ----- | ----- | ----- | ----- | ----- | ----- | ----- | ----- | ----- |
| 1 387 | 1 308 | 1 326 | 1 476 | 1 754 | 2 056 | 2 173 | 2 170 | 2 112 |

| 2015  | 2020  | 2022  | - | - | - | - | - | - |
| ----- | ----- | ----- | - | - | - | - | - | - |
| 2 095 | 2 264 | 2 272 | - | - | - | - | - | - |

Arzon est en 2017, après Larmor-Baden, la commune de Bretagne où les retraités ont le niveau de vie le plus élevé (revenu imposable de 33 726 euros par ménage).

### Enseignement
École privée Notre Dame du Graniol fermée en 2016 (remplacée par une résidence séniors) - École publique Éric Tabarly (env. 70 élèves).

### Manifestations culturelles et festivités

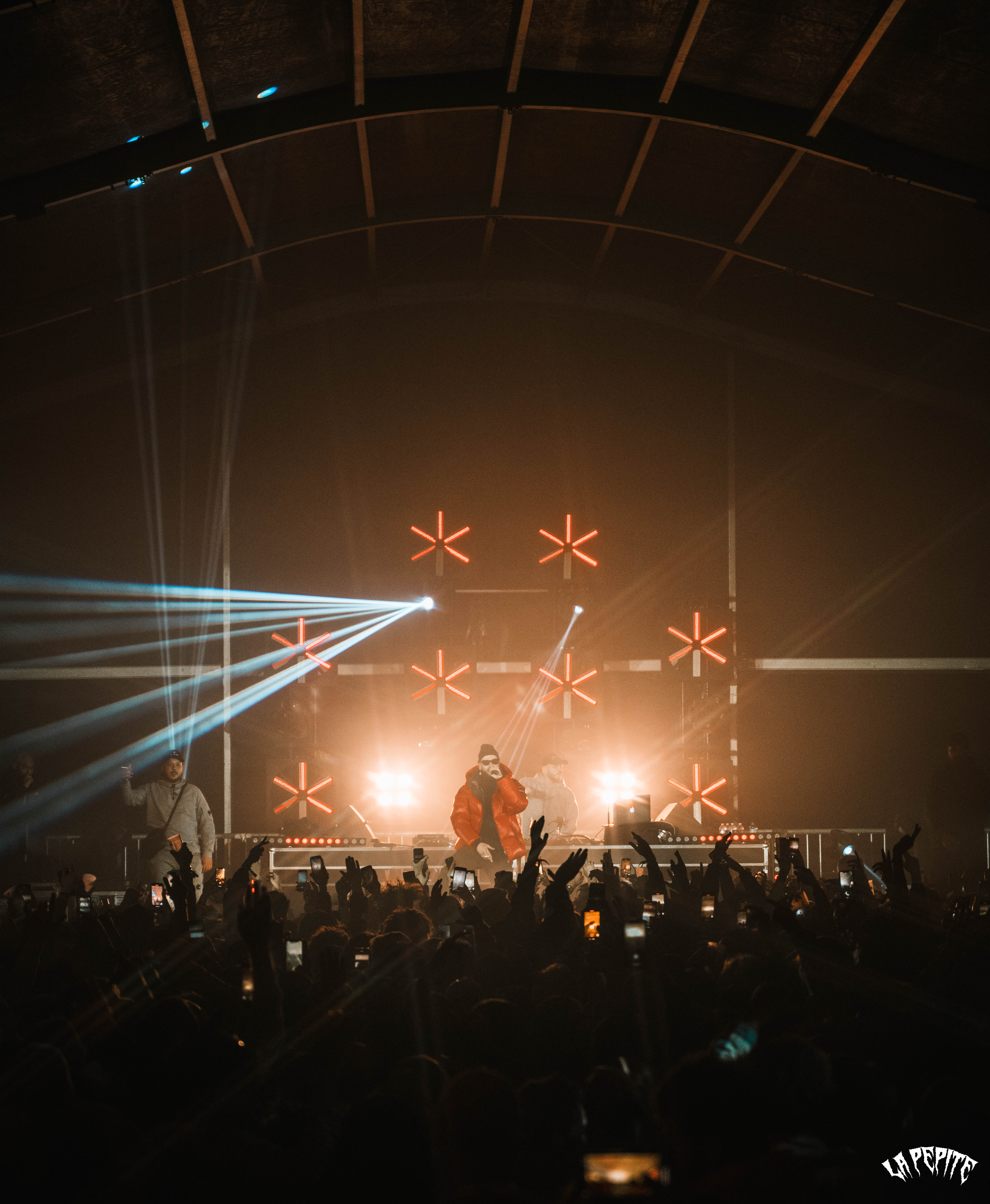
Le rappeur SCH sur la scène du village nuit lors de la de la Course Croisière EDHEC à Arzon.

Les Grandes Régates de Port-Navalo : grande fête maritime où engins de voile légère, croiseurs, monotypes et voiliers traditionnels se mesurent dans le Golfe pendant un week-end de juillet.
La 49e édition (en 2018) et la 54e édition (en 2022) de la Course Croisière EDHEC se déroulent à Arzon. Les artistes JoeyStarr et SCH sont présents pour clore ces deux éditions,. En 2022, les retombées économiques pour la ville sont estimées entre 800 000 et 900 000 euros.

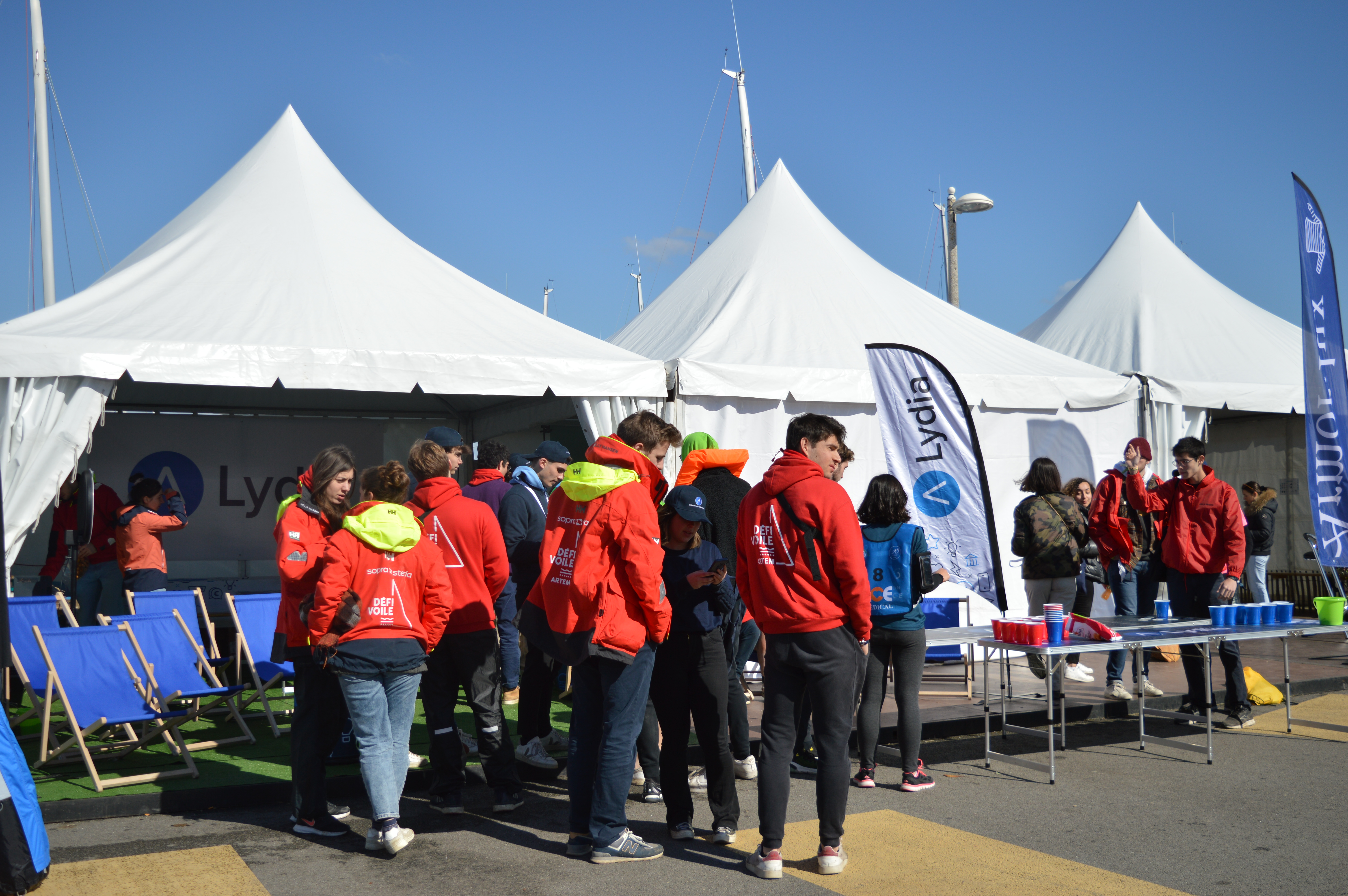
Des participants autour d'un stand partenaire lors de la de la Course Croisière EDHEC en 2022 à Arzon.

### La prépondérance du tourisme
La commune comporte deux stations balnéaires de caractères très différents :
- Port-Navalo (Porzh Noalou), datant du début du XXe siècle ;
- Le Crouesty (Ar C'hroesti), station balnéaire moderne, en développement constant depuis sa création en 1973 et jusqu'à aujourd'hui, construite autour du plus grand port de plaisance de la côte bretonne.
- Plusieurs petits hameaux parsèment aussi la commune : Monteno, Kerners, Béninze, Tumiac, Kerjouanno.

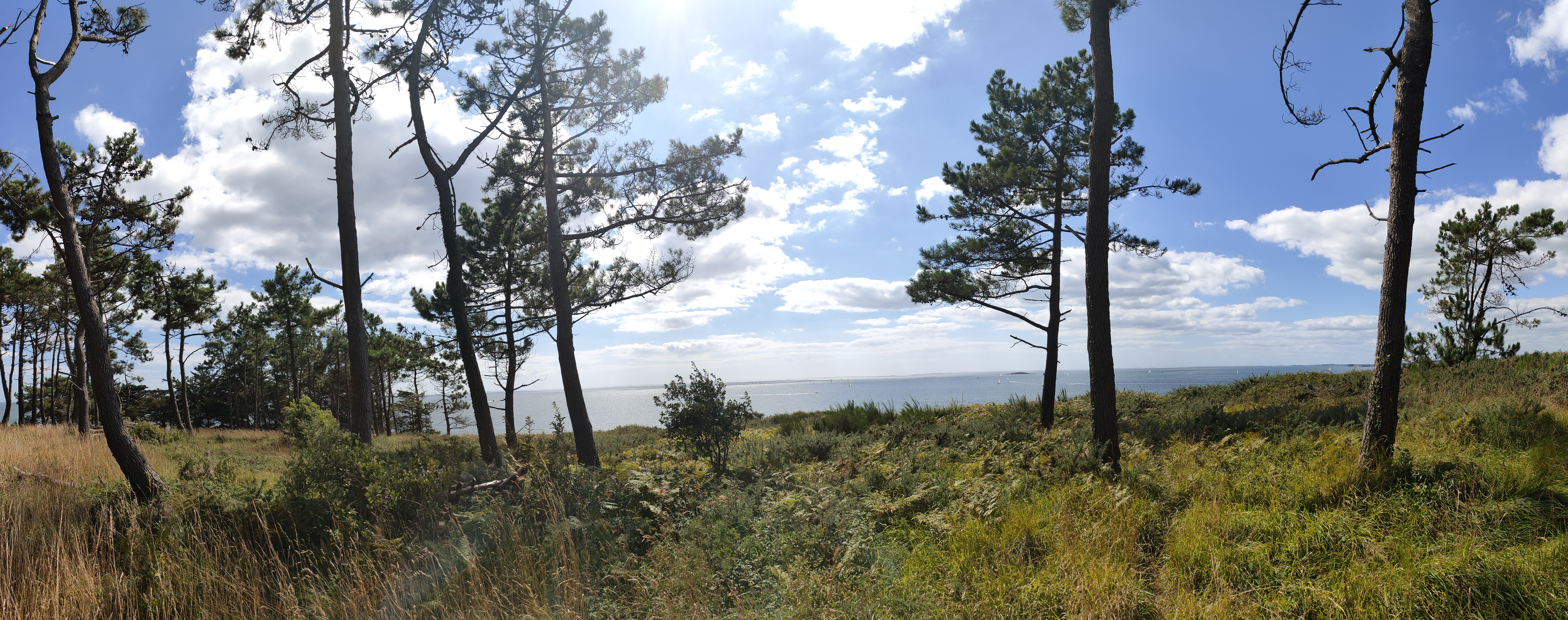
Vue sur la mer, depuis le Cairn du Petit Mont

Arzon a en 2020 un taux de résidences secondaires de 79,5 % et prend des allures de ville fantôme en dehors de la saison touristique. Un pic de 45 000 touristes est enregistré en 2019 alors que la commune a environ 2 000 habitants permanents. Le coût élevé du m² habitable des appartements (3 740 euros contre 2 410 euros en moyenne dans le Morbihan) rend difficile l'accès à la propriété pour les autochtones, notamment les jeunes actifs.

## Économie
En septembre 2014, le Miramar La Cigale, un complexe de thalassothérapie 4 étoiles, est racheté par l'émir du Qatar. Intégralement rénové en 2015, il décroche cinq étoiles et est en 2020 le plus important employeur de la commune avec 147 salariés en CDI et un chiffre d'affaires annuel de près de 10 millions d'euros.

## Culture locale et patrimoine

### Lieux et monuments

#### Lieux
- Pointe du Béché
- Pointe de Béninz
- Pointe de Bilgroix
- Pointe de Kerners
- Pointe du Monteno
- Pointe de Penbert
- Pointe de Saint-Nicolas
- Les chemins côtiers
- Er Lannic
- Hent Tenn
- Île de la Jument

#### Monuments
- L'église Notre-Dame-de-l'Assomption
- La chapelle Notre-Dame du Crouesty
- La chapelle Saint-Nicolas à Kerners
- La statue de sainte Anne au Bilgroix
- Les remparts de Kerjouanno
- Le tumulus de Tumiac
- L'alignement de Kerjouanno
- Le cairn de Petit Mont
- Les dolmens de Bilgroix et du Graniol
- Le moulin à marée de Pen Castel
- Le Cromlech d'Er Lannic
- La maison dit Hôtel Boris
- La tombe du Petit Mousse[Note 5]

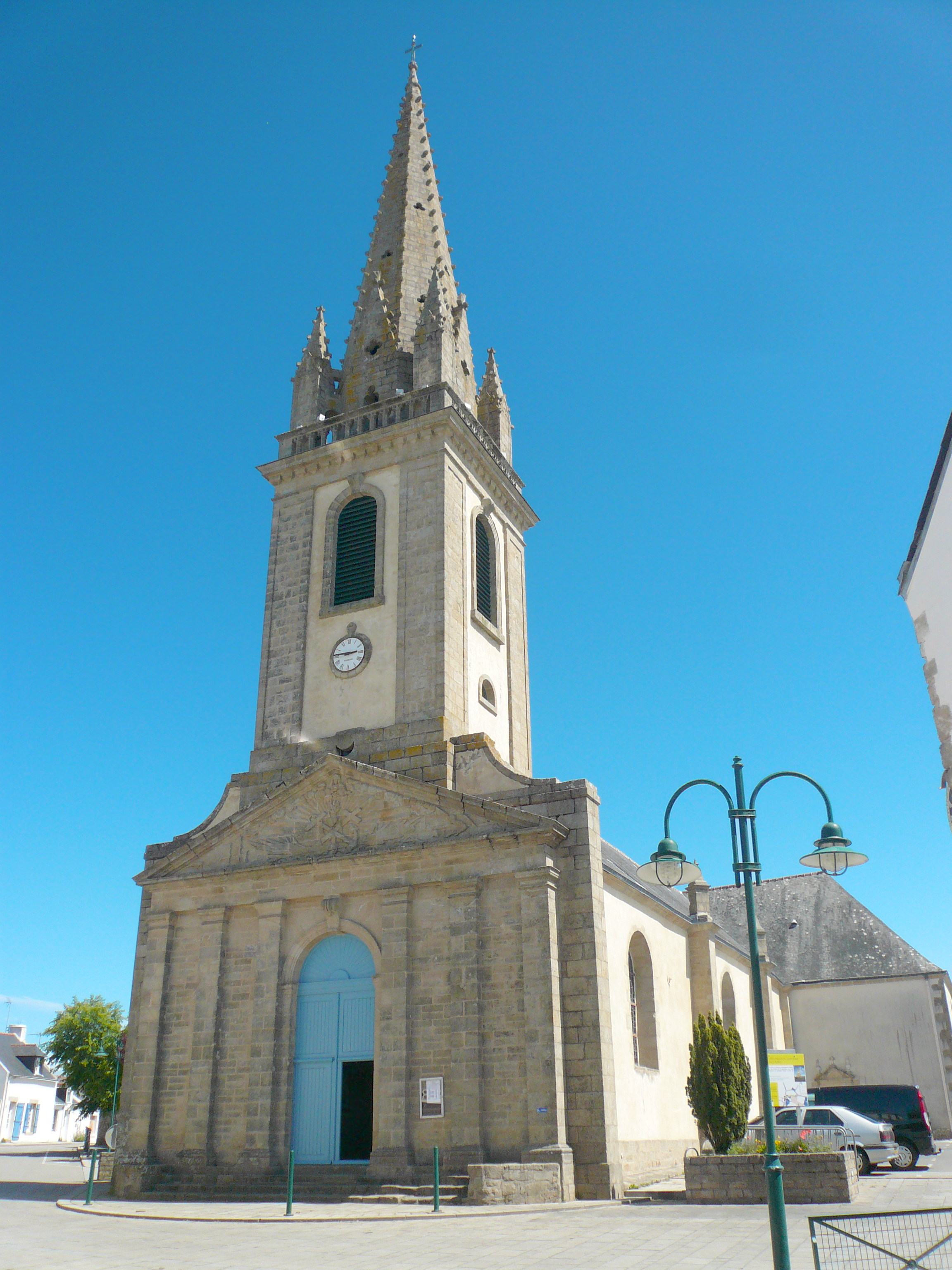
L'église Notre-Dame-de-l'Assomption.
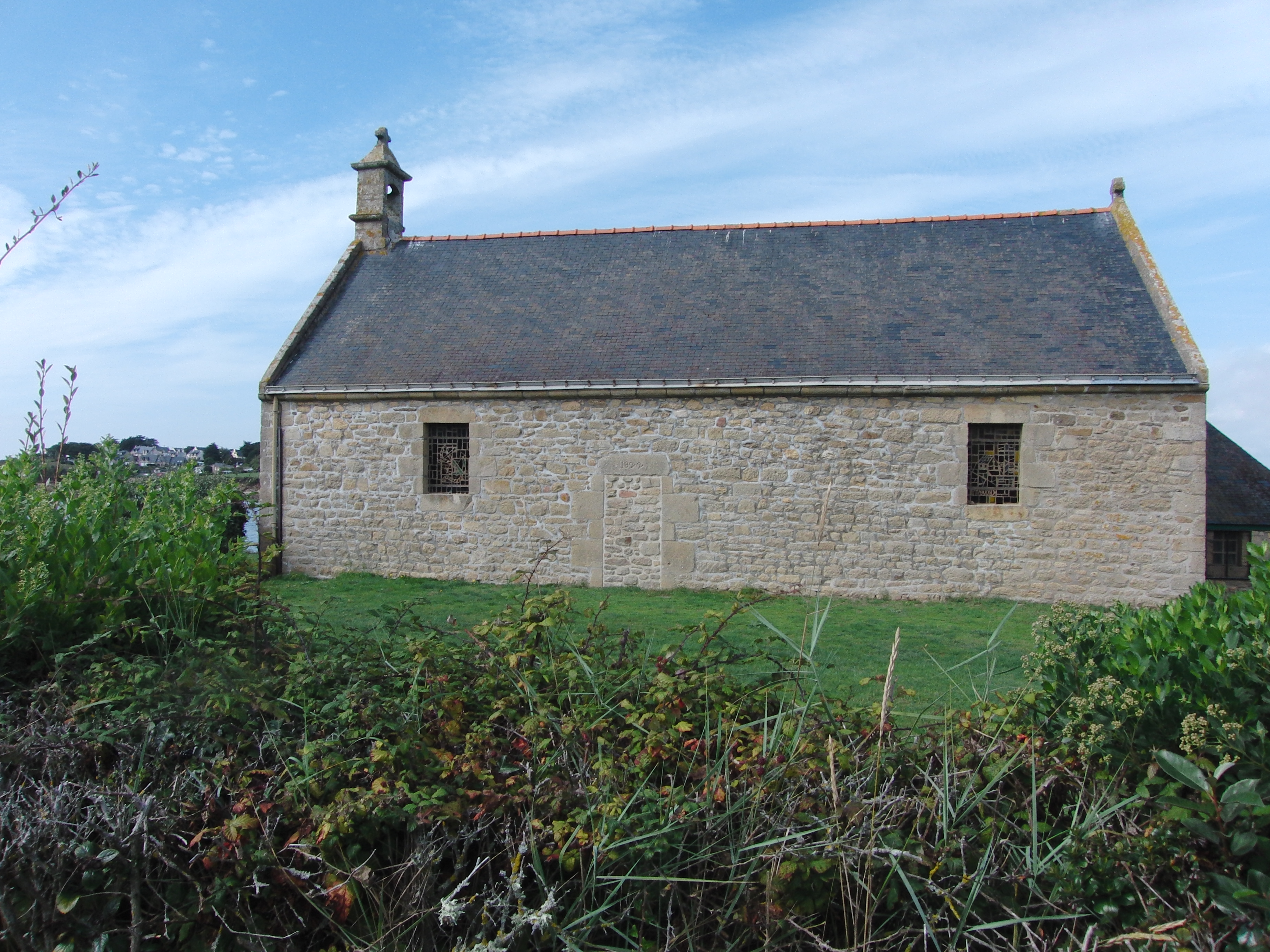
La chapelle Notre-Dame du Crouesty.
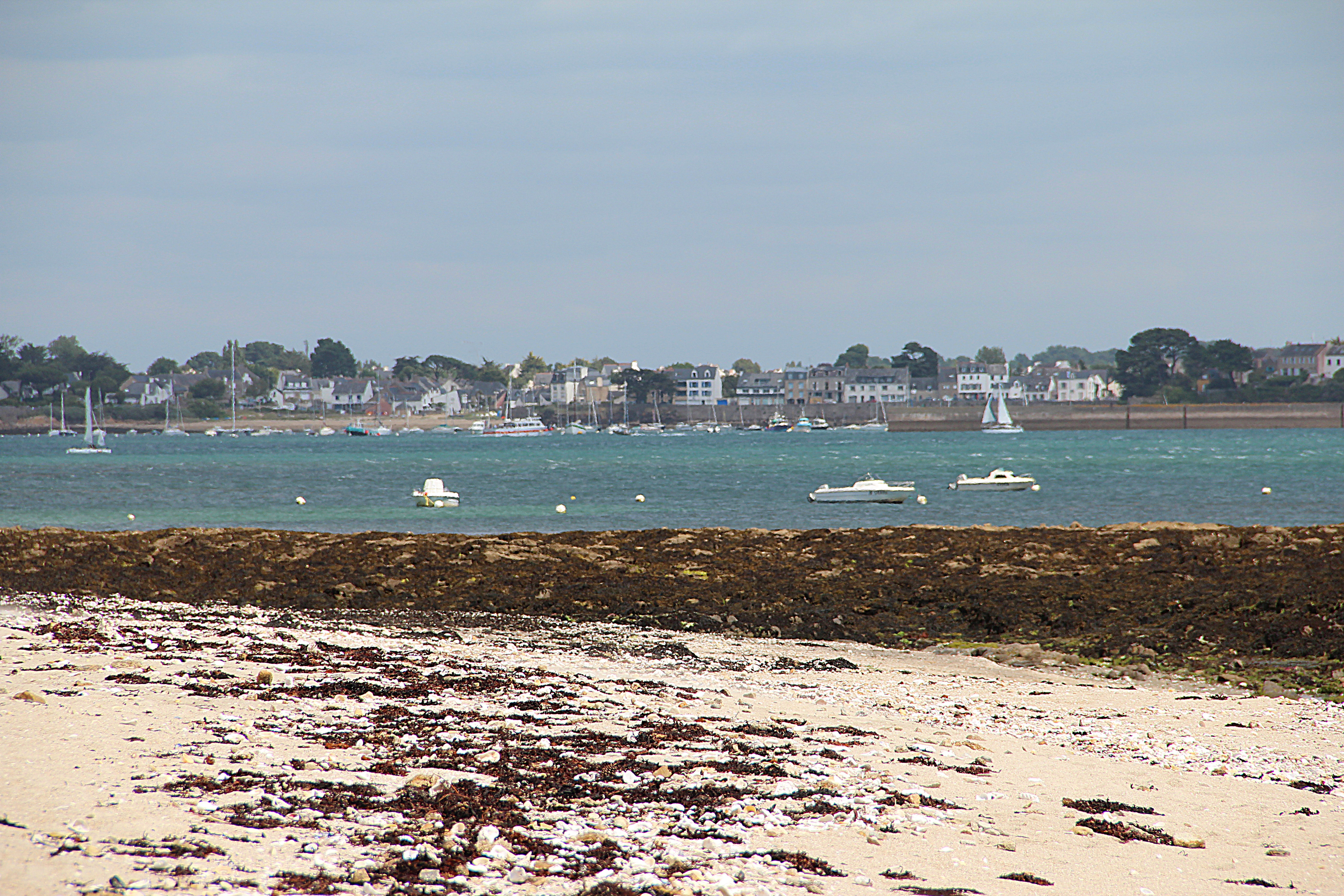
La quartier de Port-Navalo vu de la grande plage de Locmariaquer.
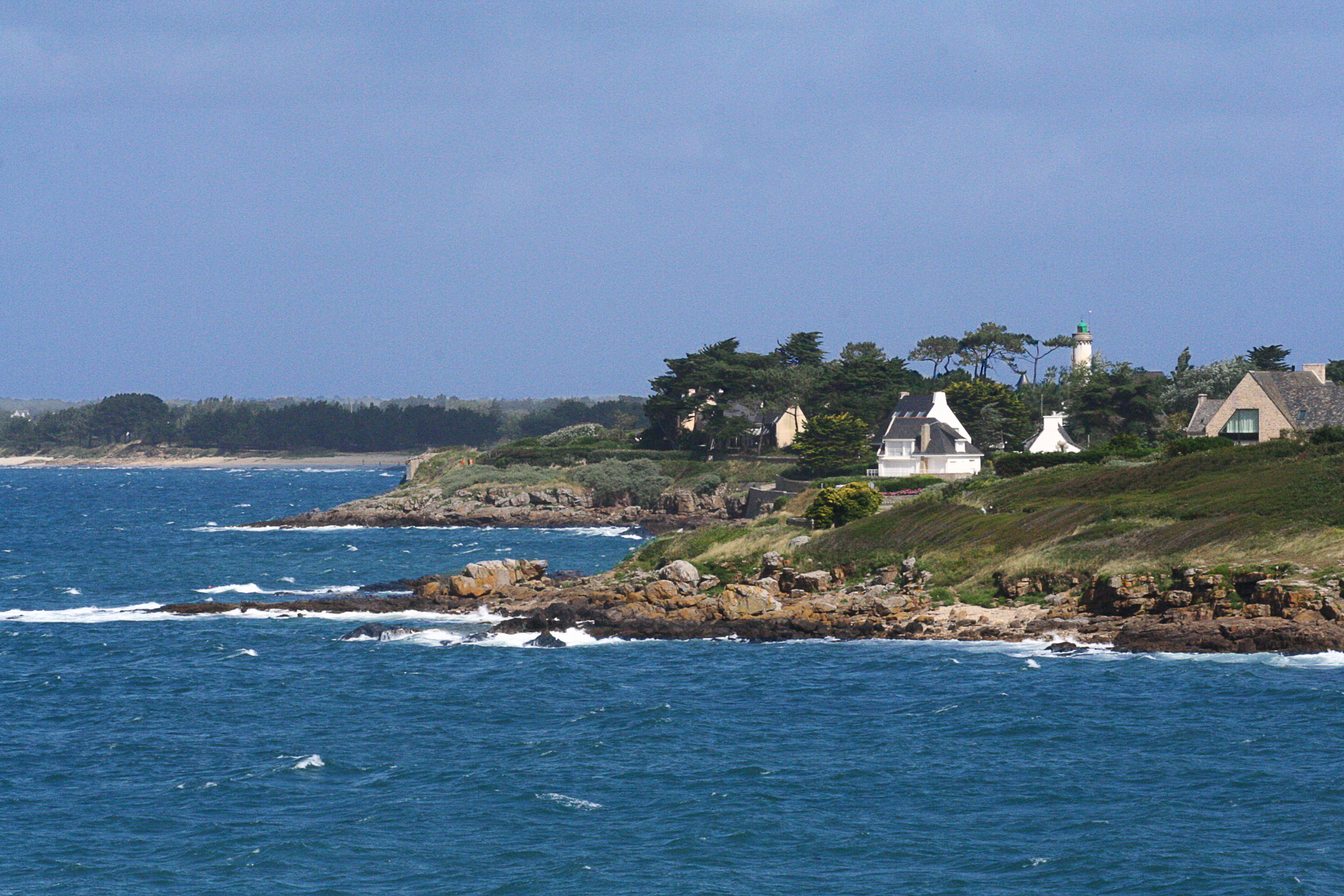
À la sortie du Port du Crouesty (commune d'Arzon, côté Océan).
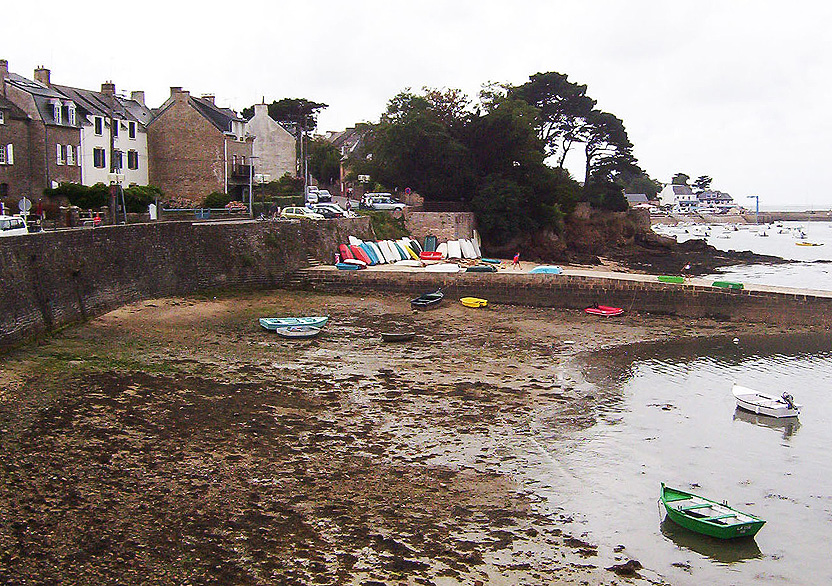
Paysage d'Arzon.
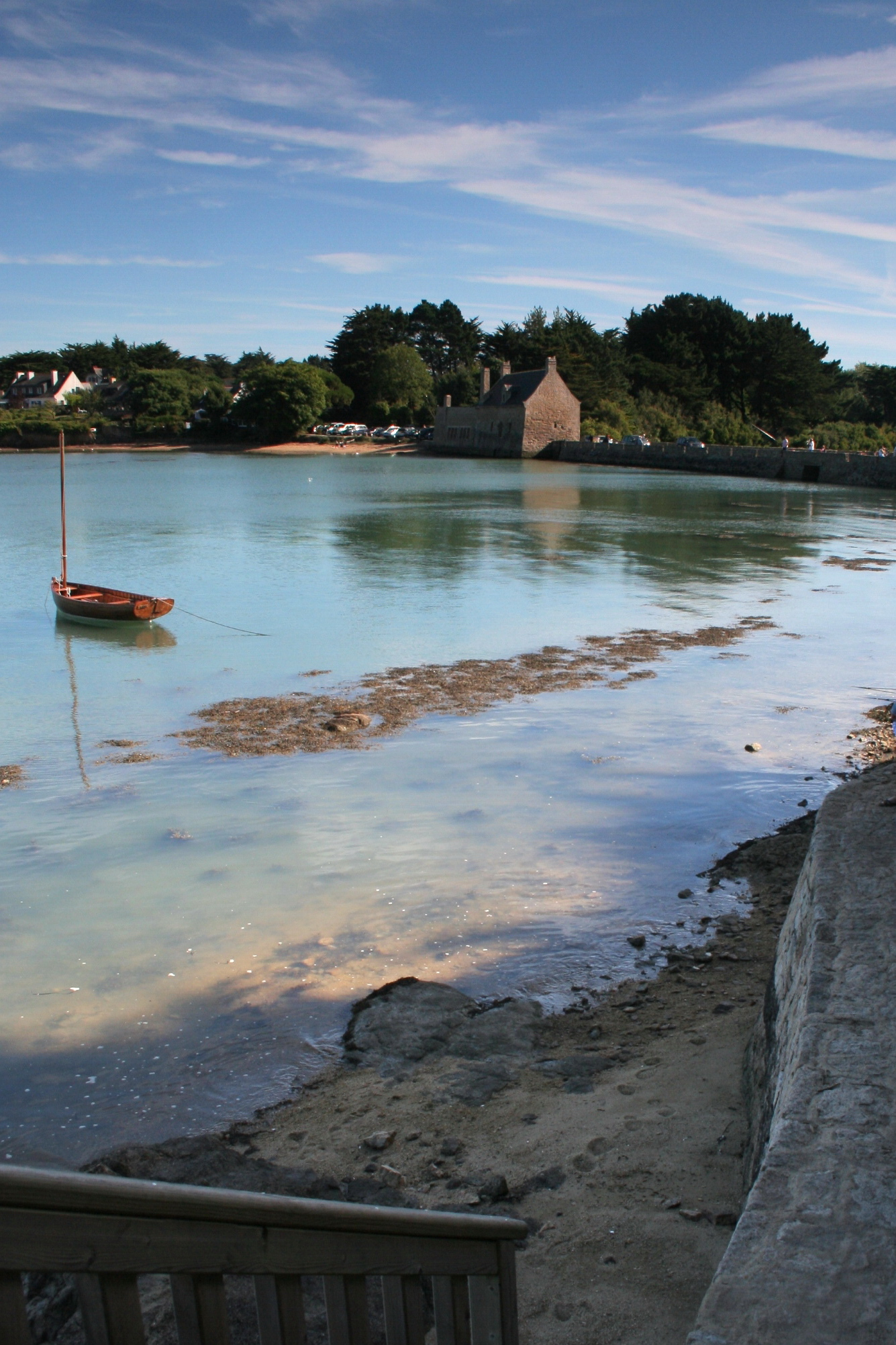
Moulin à marée de Pen Castel.

### Personnalités liées à la commune
- France-Marie Letourneur (1915-2011), artiste peintre et graveur née à Arzon. Ses meilleures toiles, auxquelles elle intègre parfois des matériaux tels que verre, cailloux, sable et ardoise[48], énoncent une vigueur expressionniste approchant celle du groupe Cobra. Elle fit partie de l'exposition De Bonnard à Baselitz, dix ans d'enrichissements du Cabinet des estampes en 1992 à Paris et exposa également à la Galerie Robert Duncan, rue de Seine à Paris. Par son mariage avec le peintre Raymond-René Bloch, elle était la belle-sœur du comédien Robert Manuel[49].

### Héraldique
|  | Les armoiries de Arzon se blasonnent ainsi : D’or à la proue de navire de gueules, sous voile d’argent chargée d’une moucheture d’hermine de sable, voguant sur une mer d’azur. Devise « Sourein ar mor » (« Souverain de la mer »). |